# سامسونگ دکس

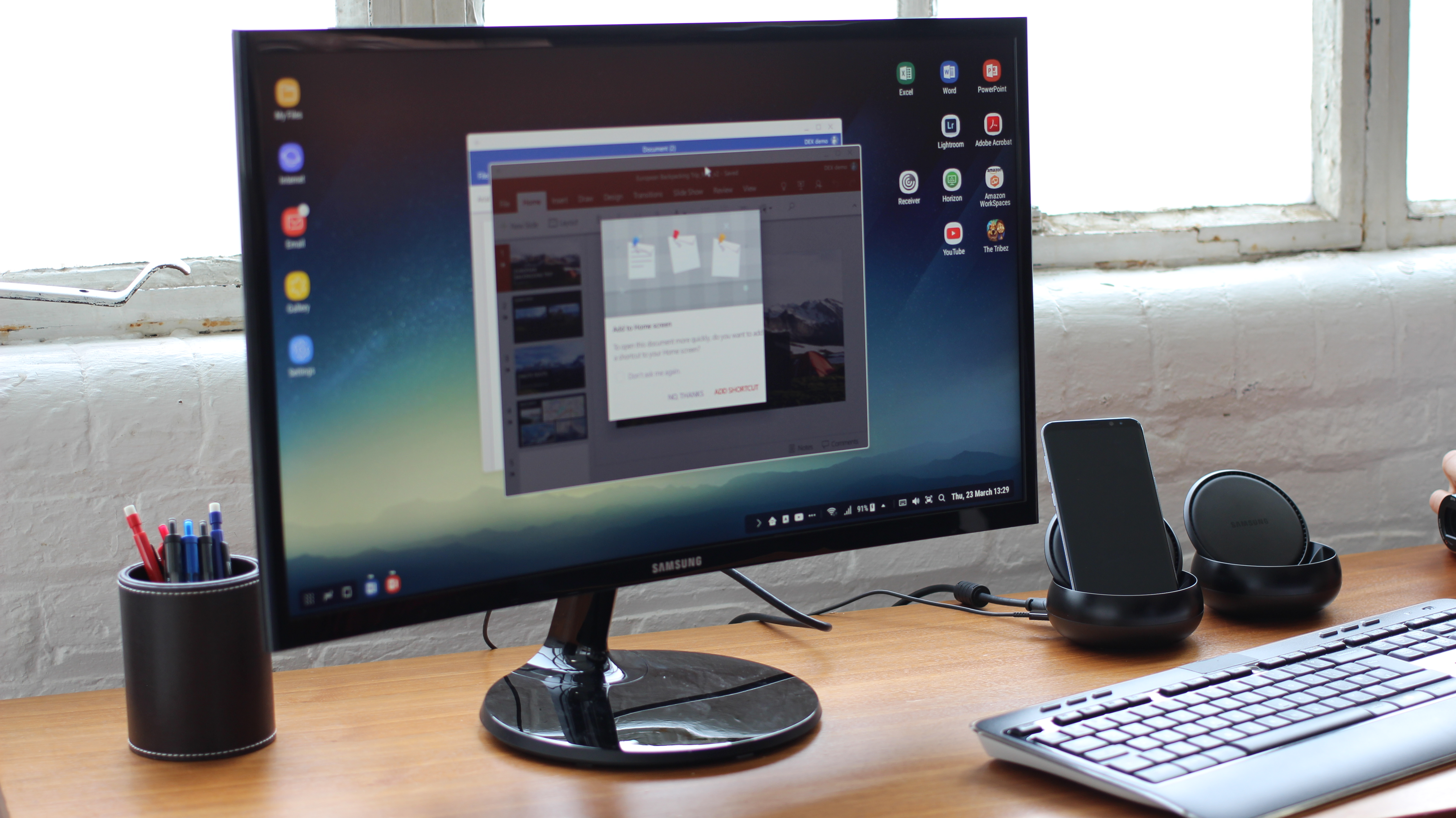
سامسونگ گلکسی اس۸ وصل شده به جایگاه اتصال دکس. نمایشگر درحال نمایش اپلیکیشن‌های اندروید پاورپوینت و ورد است.

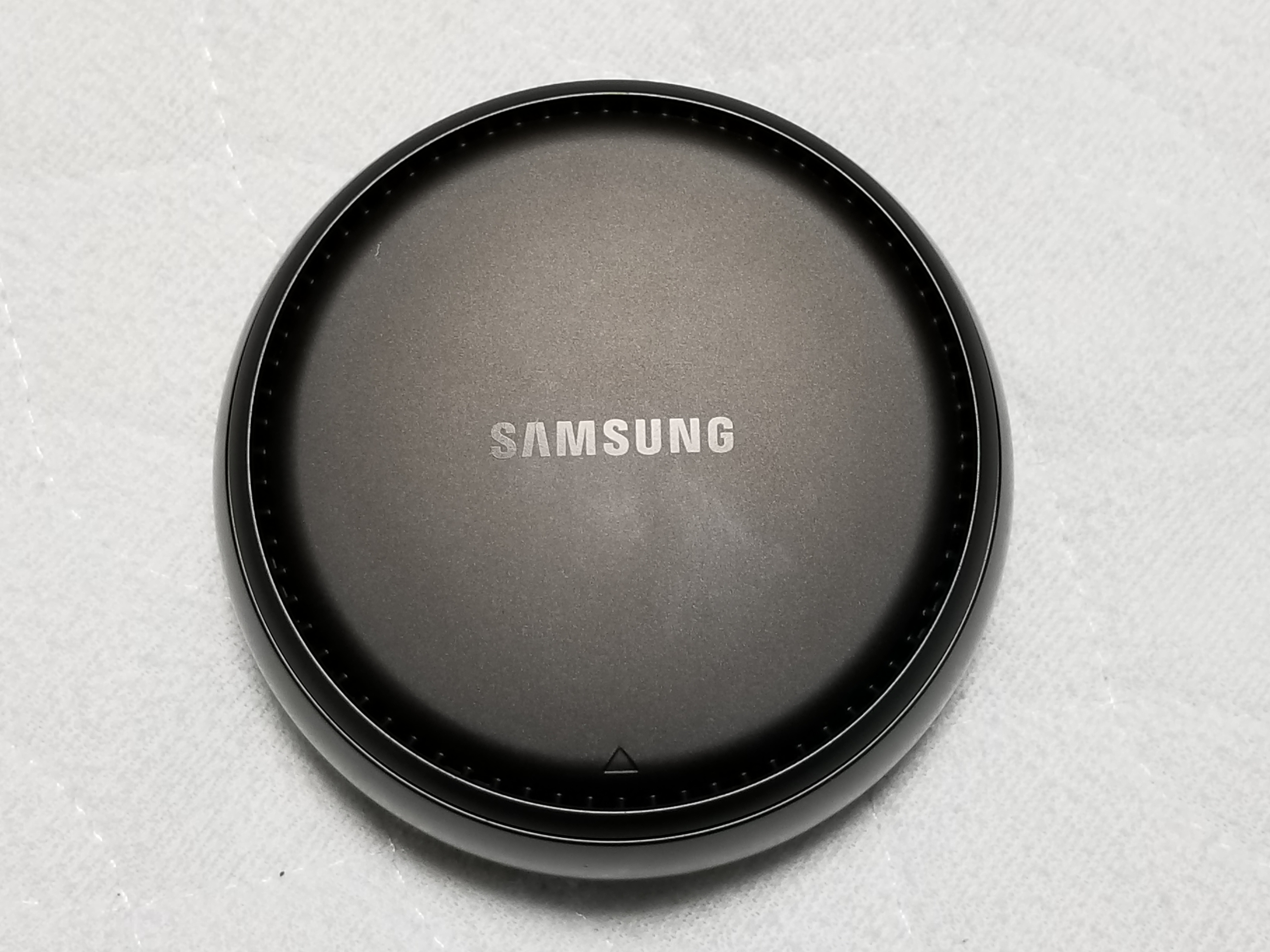
جایگاه دکس

سامسونگ دکس (به انگلیسی: Samsung DeX) یک ویژگی موجود در برخی از دستگاه‌های همراه سامسونگ الکترونیک است که به کاربران را قادر می‌سازد تا با اتصال دستگاه خود به صفحه کلید، ماوس و نمایشگر، تجربه‌ای شبیه به رایانهٔ رومیزی داشته باشند. نام "DeX" سرواژهٔ عبارت «دسکتاپ اکسپرینس» (به انگلیسی: Desktop eXperience) است.
اولین دستگاه‌های سامسونگ که از سامسونگ دکس پشتیبانی می‌کردند، تلفن‌های هوشمند سامسونگ گلکسی اس۸ و اس۸ پلاس بودند و پس از آن، سامسونگ تمام تلفن‌های پرچمدار سری اس و نوت را مجهز به این قابلیت کرد. سامسونگ گلکسی آ۹۰ ۵جی اولین تلفن هوشمند از سری آ سامسونگ بود که از این قابلیت بهره‌مند بود. سامسونگ از این قابلیت در تبلت‌های بالا ردهٔ خود از جمله گلکسی تب اس۴، تب اس۵ئی، تب اس۶، تب اس۷ و تب اس۷ پلاس نیز استفاده کرده‌است.